# 路易-米歇爾·勒托爾
路易-米歇爾·勒托爾·德·洛維耶（法語：Louis-Michel Letort de Lorville；1773年8月28日—1815年6月17日），是法國帝國衛隊龍騎兵團軍官。他活躍於大革命戰爭與拿破崙戰爭，被視為是拿破崙戰爭時期最出色的騎兵指揮官之一，以聰慧、勇敢、受愛戴為人所知。他最著名的事跡是在第六次反法同盟戰爭中，率領帝国卫队騎兵第二旅在蒂耶里堡之戰中沖垮三個敵軍方陣。

## 生平

### 早年
勒托爾在1773年8月28日出生於法蘭西王國的聖日耳曼昂萊，是路易·朗德里·勒托爾·德·洛維耶（Louis Landry Letort de Lorville）與昂麗耶特·奥德里（Henriette Audry）之子。1791年，他志願加入了「厄爾-盧瓦團」第一營擔任步兵，曾在比利時與萊茵地區的熱馬普、下溫登、凱撒勞頓、蘭道、比奇等地作戰，並多次被俘與受傷。1795年，他在升任為上尉後，被調派至瑟堡海岸軍團。勒托爾雖然在戰爭中出色地擔任步兵士官，但其更傾向於成為一名騎兵。他在自願降階為少尉後編入第九龍騎兵團，於1796年底被派往義大利軍團，在隨後的戰局中展現他的騎兵指揮才華。1799年初，勒托爾晉升為騎兵中尉，在同年晉升為上尉。他在萊科中率領龍騎兵抵禦俄軍進攻，成功出擊並俘虜超過30名擲彈兵。之後，他在返回巴黎並協助了前上司拿破崙·波拿巴的霧月政變。他接著回到義大利，在安托萬·紀堯姆·戴爾馬將軍的師中服役，參與了波佐洛與蒙泰貝洛戰役。

### 帝國時期
1801年，勒托爾在路易·达武將軍的支持下被晉升為騎兵少校。1803年，他被調派至第14龍騎兵團，成為第一批被授與榮譽軍團勳章的軍官。他所在的團在1805年的韋爾廷根戰役中發揮出色，但未能參與到奧斯特利茨戰役。1806年4月8日，他被任命指揮第14龍騎兵團，率領部隊在耶拿戰役中作戰。他的團與奥古斯特·古萊上校指揮的第4騎兵團衝破普軍方陣，俘虜超過兩百輛馬車。之後，他加入了新成立的「帝國衛隊龍騎兵團」，但在埃勞戰役與弗里德蘭戰役並無太多表現。1808年，他參與了拿破崙對西班牙的軍事行動，在加莫納爾戰役中表現出色。第五次反法同盟戰爭期間，勒托爾在克洛德-艾蒂安·居約將軍麾下參加了多瑙河地區的戰鬥。瓦格拉姆戰役後，勒托爾成為拿破崙創立的三金羊毛勳章的第一批受勳者。1810年9月9日，他被封為帝國男爵，他所在的「帝國衛隊龍騎兵團」也被更名為「皇后龍騎兵團」。
勒托爾作為征俄大軍的一員，在小雅羅斯拉韋茨戰役中表現出色，於1813年1月被晉升為准將。他指揮的團在撤退期間都表現出色。作為主將，他還曾在拿破崙於戈羅德尼亞遭哥薩克襲擊時，拖著生病的身軀率龍騎兵驅散來襲的哥薩克騎兵。呂岑戰役期間，勒托爾受命指揮一個騎兵旅，其中包含他先前指揮的龍騎兵團、一個擲彈騎兵團與一個槍騎兵團，共1,700人。同年10月16日，他在萊比錫戰役中瓦豪地區的戰鬥中表現出色，但頭部遭到重創。他的騎兵旅在哈瑙戰役中聽令於弗里德里克·亨利·瓦爾特將軍，在付出慘重傷亡後擊敗敵軍。1814年2月的六日戰役中，他率領帝国卫队騎兵第二旅在蒂耶里堡之戰中沖垮三個敵軍方陣。拿破崙在隔天封他為帝國伯爵並晉升師級將軍，這場衝鋒也被譽為是史上最傑出的騎兵行動之一。拿破崙退位後，他被復辟的波旁王朝授與圣路易勋章與榮譽軍團司令勳章，並指揮王家衛隊龍騎兵團。

### 最後一戰
1815年3月1日，逃離厄爾巴島的拿破崙回到法國，迅速接管法國的政權。勒托爾加入了他的部隊，並擔任副官。在原定的帝國衛隊騎兵指揮官菲利普·安托萬·多爾納諾因決鬥重傷後，他被選為繼任者。6月15日，向北推進的法軍在弗勒吕斯左側的吉利遭遇了普軍，拿破崙於下午五點下令進攻
。勒托爾率領四個騎兵中隊發動進攻，衝破普魯士第一軍組成的三個方陣，並擊潰第26、第27與第28普魯士團，造成普軍傷亡500人、被俘160人。普軍在這天損失多達2,000人，而查爾斯·歐曼則估計法軍約有250人傷亡。但勒托爾不幸地在衝鋒中下腹中彈，兩天後在沙勒羅瓦因傷去世。

## 家庭與紀念
1809年12月23日，36歲的勒托爾與20歲的莎拉·牛頓（Sarah Newton；1788年出生）在巴黎第三區市政廳成婚，女方出生於英國柴郡斯托克波特，是威廉·牛頓（William Newton）與伊莉莎白·米爾恩（Elizabeth Milne）之女。這樁婚事被視為是門當戶對，高大英俊的龍騎兵軍官與漂亮機智的少女結婚。他們只有一個女兒——法妮·羅薩爾巴·勒托爾（Fanny Rosalba Letort），她在1832年與喬治·艾曼紐·伯雷將軍之子歐仁·喬治·雅克·伯雷將軍成婚。勒托爾的妻子莎拉·牛頓在他死後改嫁維克多·德斯蒂·德·特拉西上校，日後的海軍與殖民部長。
拿破崙為他的死感到由衷的悲痛，他被視為一位出色的騎兵指揮官，聰慧、具戰術意識、責任感與同情心，受到手下的喜愛與上級的尊重。英國歷史學家菲利普·海森懷特認為：「他（勒托爾）的騎兵指揮能力本可能影響滑鐵盧戰役騎兵衝鋒的結果。」